# Jieho Lee
Jieho Lee (n.1973), nació en la ciudad de Nueva York, EE. UU., se graduó de la Universidad Wesleyana en 1995.
Su película, un A Nursery Tale (1999), ganó el Premio Especial del Jurado en el Florida Film Festival de "Mejor Cortometraje", dirigió la exitosa película The Air I Breathe con un gran Elenco Kevin Bacon , Sarah Michelle Gellar y Brendan Fraser.